# Мали на Светском првенству у атлетици на отвореном 2013.
Мали је учествовао на Светском првенству у атлетици на отвореном 2013. одржаном у Москви од 10. до 18. августа а представљао га је један такмичар који се такмичио у трци на 800 метара.,
На овом првенству Мали није освојио ниједну медаљу, а постигнут је само један лични рекорд сезоне.

## Резултати

### Мушкарци
| Атлетичар   | Дисциплина | Лични рекорд | Квалификације | Квалификације | Полуфинале           | Полуфинале           | Финале               | Финале       | Детаљи |
| Атлетичар   | Дисциплина | Лични рекорд | Резултат      | Место         | Резултат             | Место                | Резултат             | Место        | Детаљи |
| ----------- | ---------- | ------------ | ------------- | ------------- | -------------------- | -------------------- | -------------------- | ------------ | ------ |
| Муса Камара | 800 м      | 1:46,37 НР   | 1:49,78 ЛРС   | 9. у гр 1     | Није се квалификовао | Није се квалификовао | Није се квалификовао | 39 / 47 / 49 |        |